# 衝鋒
冲锋是战斗中的一种进攻机动，战斗人员以最佳速度向敌人推进，试图进行决定性的近距离战斗。冲锋是占主导地位的冲击攻击，是历史上许多战斗的关键战术和决定性时刻。 现代冲锋通常是由配备高射速武器的小火力小组对单个防御阵地（例如长笛或掩体）进行攻击，而不是由大群战斗人员冲向另一小组或防御线。